# Erebochlora chamaeleonis
Erebochlora chamaeleonis är en fjärilsart som beskrevs av William Schaus 1901. Erebochlora chamaeleonis ingår i släktet Erebochlora och familjen mätare. Inga underarter finns listade i Catalogue of Life.